# Okręgowe rozgrywki w piłce nożnej woj. olsztyńskiego (1953)
Drużyny z województwa olsztyńskiego występujące w ligach centralnych i makroregionalnych:
- I liga – brak
- II liga – brak
- III liga – Kolejarz Olsztyn, Gwardia Olsztyn, KS Olsztyn

Rozgrywki okręgowe:
- klasa A (IV poziom rozgrywkowy)
- klasa B - 2 grupy (V poziom rozgrywkowy)
- klasa C - 6 lub 7 grup (VI poziom rozgrywkowy)

Był to pierwszy sezon funkcjonowania III ligi. W tym sezonie dwie najlepsze drużyny klasy A grały w barażach o III ligę (bez powodzenia).

## Klasa A
| Poz. | Klub               | M  | Pkt. |
| ---- | ------------------ | -- | ---- |
| 1    | Gwardia Kętrzyn    | 18 | 27   |
| 2    | Kolejarz Ostróda   | 18 | 23   |
| 3    | Kolejarz Iława     | 18 | 20   |
| 4    | Spójnia Olsztyn    | 18 | 17   |
| 5    | Ogniwo Giżycko     | 18 | 14   |
| 6    | Budowlani Olsztyn  | 18 | 14   |
| 7    | Spójnia Ostróda    | 18 | 14   |
| 8    | Spójnia Mrągowo    | 18 | 12   |
| 9    | KS Bartoszyce      | 18 | 6    |
| 10   | Kolejarz Olsztynek | 18 | 5    |

## Klasa B
- awans: Sparta Nidzica